# 河野正明
河野 正明（こうの まさあき、1960年10月3日 - ）は、日本の俳優。東京都出身。劇団俳優座所属。。

## 人物
趣味は料理。「河路雅義」名義で和泉流狂言方能楽師もしており、古典芸能でも活躍している。

## 出演

### 映画
- 2012年「向日葵」
- 2011年「369のメトシエラ」
- 1997年「草刈り十字軍」

### 舞台
- 2019年3月「血のように真っ赤な夕陽」（俳優座稽古場）作：古川健、演出：川口啓史
- 2016年「先生のオリザニン」（地方）演出：眞鍋卓嗣
- 「タルタロスの契り」（シアターグリーン）
- 2015年「象」（劇団稽古場）演出：菅田華絵
- 2014年「先生のオリザニン」（三越劇場）演出：眞鍋卓嗣
- 2014年「東海道四谷怪談」（俳優座劇場）演出：安川修一
- 2013年「気骨の判決」（紀伊国屋ホール）演出：川口啓史
- 「大津皇子」（シアターグリーン）
- 2011年「リビエールの夏の祭り」（地方）演出：中野誠也
- 2011年「リア王」（俳優座劇場）演出：安川修一
- 2010年「どん底」（紀伊国屋サザンシアター）演出：安川修一
- 2009年「リビエールの夏の祭り」（地方）演出：中野誠也
- 2009年「蟹工船」（俳優座劇場）演出：安川修一
- 2009年「村岡伊平治伝」（俳優座劇場）
- 2008年「赤ひげ」（俳優座劇場）
- 2007年「リビエールの夏の祭り」（俳優座劇場）演出：中野誠也
- 2006年「喜多川歌麿女絵草紙」（紀伊國屋サザンシアター）
- 2005年「三ちゃんと梨枝」（シアターΧ）
- 2004年「ザ* パイロット」
- 2002年「ぼくの国 パパの国」（俳優座稽古場）
- 1999年「伊能忠敬物語」
- 1996年～再演「ゆの暖簾」
- 1994年「コーカサスの白墨の輪」
- 1994年「アドルフに告ぐ」
- 「三人姉妹」
- 「ちょっとおかしな産婦人科学会」
- 松竹「アマデウス」（ル* テアトル銀座）
- 日印共同制作「三輪‐MIWA」
- 「リチャードⅢ世」（セゾン劇場）
- 「児島源次郎氏の遺言」

### ドラマ
- 2016年テレビ朝日「民王」
- 2013年 TBS「特捜弁護士* 橘竜太郎」監督：吉川一義
- 2012年 テレビ東京「刑事の証明2」監督：吉川一義
- 2011年 テレビ東京「正義の証明」
- NHK「純情きらり」
- フジテレビジョン「捜査検事* 右近誠の殺人調書③」
- フジテレビジョン「家裁判事* 伊奈守草介の事件日誌」
- TBS「冤罪」
- TBS「人それを情死と呼ぶ」
- 日本テレビ「花の季節」
- 日本テレビ「雨に濡れて」

### アニメ
- 2014年「蟲師 続章」（蔵元 役）

### 動画
- 2017年「日本FP協会」「大同生命」
- 2013年 国税庁「予防講話職場研修用DVD」